# Amore, orgoglio e pregiudizio
Amore, orgoglio e pregiudizio (Unleashing Mr. Darcy) è un film del 2016 diretto da David Winning.

## Trama
Elisabeth è un'insegnante che dopo essere stata ricattata da un genitore in cambio di un buon voto per il figlio viene sospesa. Nel giorno del suo compleanno partecipa a una mostra canina e si aggiudica il secondo posto e lì incontra Gabrielle che le offre un lavoro a New York e dopo essere stata licenziata dalla scuola accetta.
Durante il concorso incontra Donovan Darsy che è uomo ricco, scontroso che non ha niente in comune con lei e che è il giudice della competizione.
Quando arriva a New York si scontra più volte con Darcy e dopo un incontro viene ricattata da sua zia che la obbliga a stare lontana da lui e così decide di andare via.
Un giorno viene invitata dalla sorella Jenna ad andare con lei a un torneo di tennis ma non sa che si terrà nella tenuta di famiglia di Darcy e lì lo incontra con la zia e sua sorella.
La sera del ballo mentre danzano si baciano ma vengono interrotti da Grant Markham che è stato invitato dalla zia Violet e dall'amica di Darcy.
Dopo aver scoperto che è stata usata decide con la sorella di andarsene e quando torna a casa scopre di essere innamorata di lui decide di contattarlo ma non ci riesce.
Durante una mostra canina lo incontra e lei, gli chiede scusa per avere dei pregiudizi nei suoi confronti e dopo essersi chiariti si baciano essendo innamorati l'uno dell'altro.

## Sequel
Nell'estate 2018 è uscito il sequel dal titolo Un matrimonio da sogno (Marrying Mr. Darcy).